# Duh Teotiuakana
Duh Teotikuana je 12. epizoda strip edicije Marti Misterija. U SR Srbiji, tada u sastavu SFRJ, ova epizoda je objavljena prvi put u junu 1984. godine kao vanredno izdanje Lunov magnus stripa #12. u izdanju Dnevnika iz Novog Sada. Cena sveske bila je 60 dinara (1,55 DEM; 0,58 $). Ovo je 2. deo duže epizode koja je započela u VLMS#11.

## Marti Misterija kao posebno izdanje LMS
U vreme kada je ova epizoda objavljena prvi put u bivšoj Jugoslaviji, Marti Misterija je još uvek izlazio kao posebno izdanje LMS smenjujući se sa stripom Đil (koji je prestao da izlazi posle #12). Smenjivanje je bilo pravilo kako na naslovnoj strani, tako i u pogledu redosleda epizoda. Na jednoj svesci bi na naslovnoj strani bio Đil, a na drugoj Marti Misterija. U jednom broju bi prvi strip bio Đil, a u narednoj Marti Misterija. Otuda naslovne strane epizoda #1, 3, 5, 7, 9 i 11 Marti Misterije nikada nisu objavljene u bivšoj Jugoslaviji.
Cela sveska #12. imala je ukupno 198 strana. U prvom delu sveske (str. 3-98) nalazila se epizoda Marti Misterije 
Duh Teotiukana, što predstavlja nastavak epizode iz #11. U drugom delu sveske (str. 99-194) nalazila se epizoda Đila pod nazivom Krtica. Ovo je ujedno poslednja epizoda Đila u VLMS. Od #13 Marti Misterija je uvek išao na početku sveske (na naslovnim stranama više nije bilo Đila već samo Marti Misterije), dok je iza njega išla epizoda nepoznatih junaka.

## Originalna epizoda
Ova epizoda je premijerno objavljena 1. marta 1983. u Italiji pod nazivom All'ombra di Teotihuacan za izdavačku kuću Boneli (Italija). Cena je bila 800 lira ($0,56; 1,39 DEM). Epizodu je nacrtao Klaudio Vila (Claudio Villa), kasnije poznat po stripovima o Teksu Vileru i Niku Rajderu, a scenario je napisao Alfredo Kasteli (A. Castelli). Naslovnu stranu nacrtao je Đankarlo Alesandrini.

## Reprize ove epizode
U Srbiji je ova epizoda reprizirana u knjizi #2 kolekcionarske edicije Biblioteka Marti Mistrija koju je objavio Veseli četvrtak, 30.4.2015.
U Italiji je epizoda prvi put reprizirana u martu i aprilu 1990. godine u okviru edicije Tutto Martyn Mystere. dok je u Hrvatskoj prvi put reprizirana u izdanju Libelusa 15.10.2007. pod nazivom Lubanja subine. 

## Prethodna i naredna sveska vanrednog izdanja LMS
Prethodna sveska nosila je naziv U senci Teotiuakana (#11), a naredna Vampir u Nju Jorku (#13).